# بوراتینشچیزنا
بوراتینشچیزنا (به لهستانی:  Boratyńszczyzna) یک روستا در لهستان است که در گمینا شوجاوووو واقع شده‌است. بوراتینشچیزنا ۵۵ نفر جمعیت دارد.